# Margareta
Kvinnonamnet Margareta eller Margaretha är ett gammalt namn med grekiskt eller latinskt ursprung som använts i Sverige i varje fall sedan 1000-talet då kung Inge den äldres dotter fick namnet Margareta.
Flera drottningar och prinsessor i Sverige har haft namnet. Namnet är bildat från ett persiskt ord som betyder "pärla".
Margareta finns också i flera kortformer. 
Margareta är ett av namnen i fruntimmersveckan.
Margareta är ett av de fem vanligaste namnen bland Sveriges kvinnor. 
1950 var det det allra vanligaste, vilket innebär att dagens flickor mest får namnet som andranamn.
31 december 2005 fanns det totalt 292 565 personer i Sverige med namnet Margareta/Margaretha, varav 30 348 med det som tilltalsnamn.
År 2003 fick 952 flickor namnet, men endast 2 fick det som tilltalsnamn.
Namnsdag i Sverige: 20 juli (sedan medeltiden). I den finlandssvenska namnsdagslängden har Margareta namnsdag 20 juli sedan starten 1929, då en egen namnsdagskalender togs i bruk för finlandssvenskar.

## Kortformer
- Maggie
- Greta
- Madicken
- Maggan
- Margit
- Marit
- Meta
- Märit
- Märta
- Märtha

## Varianter
- Mággá (samiska)
- Margit (ungerska)
- Mágredá (samiska)
- Mákke (samiska)
- Margaret (engelska)
- Margarete (tyska)
- Margaretha (nederländska)
- Margarida (portugisiska)
- Margarita (spanska)
- Margherita (italienska)
- Márgrehtá (samiska)
- Margareta/Margarethe (svenska)
- Margrethe/Mette (danska)
- Marguerite (franska)
- Marhata (högsorbiska)
- Markéta (tjeckiska)
- Marketta/Maaret/Margareeta (finska)
- Marvorit (persiska)
- Mette (danska, norska)
- Małgorzata (polska)
- Mairéad (irska)
- Margarid (armeniska)

## Personer med namnet Margareta/Margaretha
- Margareta (helgon)
- Margareta (missionär), ca 1369–ca 1425, en samisk kvinna som fick tillstånd att missionera bland sitt folk
- Drottning Margareta, svensk drottning och statschef 1389, även dansk och norsk, i Danmark Margrethe I
- Margareta av Danmark, svensk drottninggemål 1298 till kung Birger, kallad Märta
- Margareta Eriksdotter (Leijonhufvud), svensk drottninggemål 1536 till kung Gustav I, född i adelsätten Leijonhufvud
- Margaret av Connaught, svensk kronprinsessa 1907-1920
- Margareta Valdemarsdotter av Sverige, svensk prinsessa (d. 1288), dotter till kung Valdemar, nunna
- Margareta Karlsdotter (Bonde), svensk prinsessa 1448, dotter till kung Karl II
- Margareta Elisabet av Sverige, svensk prinsessa (1580-1585), dotter till kung Karl IX
- Margareta av Storbritannien och Irland (1882–1920), svensk kronprinsessa, gift med Gustaf VI Adolf
- Prinsessan Margaretha, svensk prinsessa 1934, syster till kung Carl XVI Gustaf
- Margrethe II av Danmark, dansk statschef 1972
- Margareta Fredkulla, dansk och norsk drottninggemål 1105 & 1101, född svensk prinsessa, kallad Fredkulla
- Margaretha av Sverige (1899–1977), dansk prinsessa 1919, född svensk prinsessa
- Margareta av Valois, fransk drottninggemål 1589, av ätten Valois
- Margareta Eriksdotter (erikska ätten), norsk drottninggemål 1185, född svensk prinsessa
- Margareta, rügsk furstinna (f. 1192), född svensk prinsessa dotter till kung Sverker den yngre
- Margareta av Oldenburg, skotsk drottninggemål (d. 1486), född dansk-norsk-svensk prinsessa
- Margareta Eriksdotter (Vasa), tysk grevinna (Hoya) 1525, syster till kung Gustav I
- Margareta Clausdotter, död 1486, abbedissa i Vadstena kloster
- Margareta Biörnstad, riksantikvarie
- Margareta Blomberg, konstnär
- Margrete Bose, dansk professor i kemi
- Margaretha Byström, skådespelare
- Margareta Fahlén, skådespelare
- Margareta Hallin, operasångerska
- Margareta Henning, skådespelare
- Margareta Huitfeldt, godsägare och donator
- Margareta Kjellberg, vissångerska
- Margaretha Krook, skådespelare
- Margareta Petré, konstnär
- Margareta Pålsson, politiker (M), landshövding
- Margareta Sjödin, skådespelare och konstnär
- Margareta Sjögren, författare och journalist
- Margareta Slots, mätress
- Margareta Strömstedt, journalist och författare
- Margaret Mackall Smith Taylor, amerikansk presidentfru
- Margaret Thatcher, brittisk premiärminister
- Margrethe Vestager, dansk politiker
- Margareta Winberg, politiker (S), statsråd
- Margareta Zetterström, författare och översättare
- Ann-Margret, ("Djuret"), svensk-amerikansk skådespelerska